# Пинчес, Барри
Ба́рри Пи́нчес (англ. Barry Pinches; род. 13 июля 1970, Норидж, Англия) — английский профессиональный игрок в снукер.

## Карьера
В 1988 году Барри Пинчес стал финалистом любительского чемпионата мира и чемпионом Англии среди любителей. Благодаря этим достижениям он получил статус профессионала и попал в мэйн-тур в 1989.
Пинчес принимал участие в двух четвертьфиналах рейтинговых турниров: чемпионат Великобритании 2003 и Гран-при 2005. Кроме того, в 2004 он достиг 1/8 финала чемпионата мира, и в матче против Стивена Хендри имел хороший шанс пройти в следующий раунд, ведя 11:9, но проиграл в итоге со счётом 12:13.
В июне 2010 года, на 1-м этапе мини-рейтинговой серии Players Tour Championship Пинчес сделал свой сотый сенчури-брейк, что позволило ему войти в элитный список игроков, сделавших за карьеру 100 и более сенчури. На 4-м этапе серии Пинчес одержал свою первую рейтинговую победу.
Пинчес носит свойственные лишь ему игровые жилеты с сочетанием ярко-зелёного и жёлтого — клубных цветов футбольной команды «Норвич Сити», болельщиком которой он является.

## Финалы турниров

### Финалы низкорейтинговых турниров: 2 (1 побед, 1 поражение)
| Результат | №  | Год  | Турнир                             | Соперник по финалу | Счёт |
| --------- | -- | ---- | ---------------------------------- | ------------------ | ---- |
| Финалист  | 1. | 2010 | Players Tour Championship — Этап 2 | Марк Селби         | 3–4  |
| Чемпион   | 2. | 2010 | Players Tour Championship — Этап 4 | Ронни О’Салливан   | 4–3  |

### Финалы любительских турниров: 2 (1 побед, 1 поражение)
| Результат | №  | Год  | Турнир              | Соперник по финалу | Счёт |
| --------- | -- | ---- | ------------------- | ------------------ | ---- |
| Финалист  | 1. | 1987 | Pontins Spring Open | Стефан Мазроцис    | 2–7  |
| Чемпион   | 2. | 2007 | Пол Хантер Классик  | Кен Доэрти         | 4–0  |